# Balls of Steel
Balls of Steel är en brittisk komedi- och underhållningsserie ledd av Mark Dolan. I varje avsnitt tävlar komiker om vem som är modigast och har störst "ballar av stål". De utför stunts, skämtar med kändisar och med folk på stan. Den senaste säsongen sändes våren 2011. I Sverige har programmet sänts på TV400 med titeln Ballar av stål. En svensk version har sänts i Kanal 5 med namnet Ballar av stål.